# Mustassalo
Mustassalo est une île du lac Päijänne à Kuhmoinen en Finlande,.

## Géographie
Mustassalo mesure 3,5 kilomètres de long, 2,2 kilomètres de large et une superficie de 5,08 kilomètres carrés.
Au sud de Mustassalo se trouve Haukkasalo, dont elle est séparée par le détroit Hopeasalmi de 200 à 400 mètres de large.
Le relief de l'île Mustasalo est plus élevé à l'est qu'à l'ouest. 
À l'est se trouve le plateau de Kaukovuori, avec quelques pics rocheux.
Les deux plus hauts sommets de l'ile sont situés dans la moitié sud-est du plateau. 
Ils atteignent une altitude d'environ 175 mètres soit 97 mètres au-dessus de la surface de l'eau du Päijänne. 
Dans les hautes terres, le marais Isosuo est drainé  et ses eaux de drainage s'écoulent vers la rive orientale de l'île.
Dans la partie ouest de l'île qui est habitée, il y a trois lacs. 
Les lacs Kolmensopenjärvi et Yläjärvi se déversent dans le lac Alajärvi qui s'écoule dans une petite baie de la côte ouest de l'île.
Au sud de l'ile se trouve le quatrième lac Neljäsjärvi.
L'île peu peuplée abrite de quatre fermes habitées en permanence et une dizaine de maisons de vacances. 
Une ferme a quelques parcelles de terre en culture. 
Il n'y a pas de route vers l'île, les résidents doivent donc voyager en bateau vers le continent ou vers d'autres îles.